# رونی شولزه
رونی شولزه (انگلیسی: Ronny Scholze؛ زادهٔ ۱۷ سپتامبر ۱۹۸۰) بازیکن فوتبال اهل آلمان است.
از باشگاه‌هایی که در آن بازی کرده‌است می‌توان به باشگاه فوتبال دینامو درسدن و باشگاه فوتبال ماگدبورگ ۱ اشاره کرد.